# Classics Volume Two
Classics Volume Two (inna nazwa albumu Classics, Vol. 2) – dziewiąty album studyjny wytwórni Two Steps from Hell, wydany 16 czerwca 2015 roku.
Zawiera 15 nieopublikowanych wcześniej utworów skomponowanych przez Thomasa Bergersena wraz z 10 nowymi od Nicka Phoeniksa, które później zostały wydane w albumie demonstracyjnym Empire. Partie wokalne w niektórych utworach wykonały Felicia Farerre oraz Aya Peard.

## Lista utworów
| Nr  | Tytuł utworu                                                                 | Kompozytor       | Długość |
| --- | ---------------------------------------------------------------------------- | ---------------- | ------- |
| 1.  | „Heaven & Earth” (z albumu Dynasty)                                          | Thomas Bergersen | 2:17    |
| 2.  | „Submariner” (opublikowany później w albumie Empire)                         | Nick Phoenix     | 2:51    |
| 3.  | „Atlas” (z albumu Power of Darkness)                                         | Thomas Bergersen | 2:33    |
| 4.  | „Neverdark” (opublikowany później w albumie Empire)                          | Nick Phoenix     | 3:08    |
| 5.  | „Starfall” (z albumu Nero)                                                   | Thomas Bergersen | 3:17    |
| 6.  | „Aratta” (opublikowany później w albumie Empire)                             | Nick Phoenix     | 2:53    |
| 7.  | „Salvation” (z albumu Nero)                                                  | Thomas Bergersen | 2:54    |
| 8.  | „Mythic” (z udziałem Felicia Farerre; opublikowany później w albumie Empire) | Nick Phoenix     | 2:57    |
| 9.  | „Casablanca” (z albumu Nero)                                                 | Thomas Bergersen | 4:24    |
| 10. | „Fateful Night” (z albumu Legend)                                            | Nick Phoenix     | 2:33    |
| 11. | „Bastion” (opublikowany później w albumie Dynasty)                           | Nick Phoenix     | 2:46    |
| 12. | „Flameheart” (z albumu Dynasty)                                              | Thomas Bergersen | 1:42    |
| 13. | „Kogan” (z udziałem Felicia Farerre; opublikowany później w albumie Empire)  | Nick Phoenix     | 2:24    |
| 14. | „Magika” (z albumu Dynasty)                                                  | Thomas Bergersen | 1:56    |
| 15. | „Ride with Saracen” (opublikowany później w albumie Empire)                  | Nick Phoenix     | 3:01    |
| 16. | „The Immortals” (z albumu Nemesis)                                           | Thomas Bergersen | 2:10    |
| 17. | „Ride to Victory” (z albumu Nero)                                            | Thomas Bergersen | 2:00    |
| 18. | „Na Vedui” (z udziałem Aya Peard; opublikowany później w albumie Empire)     | Nick Phoenix     | 3:07    |
| 19. | „The Colonel” (z albumu SkyWorld)                                            | Thomas Bergersen | 2:30    |
| 20. | „Dachuur” (opublikowany później w albumie Empire)                            | Nick Phoenix     | 3:17    |
| 21. | „Undefeated” (z albumu Nero)                                                 | Thomas Bergersen | 2:22    |
| 22. | „Flying Snow” (opublikowany później w albumie Empire)                        | Nick Phoenix     | 3:15    |
| 23. | „Riders” (z albumu Amaria)                                                   | Thomas Bergersen | 3:30    |
| 24. | „Adventure of a Lifetime” (z albumu Legend)                                  | Thomas Bergersen | 1:09    |
| 25. | „Clock Tower Parade” (z albumu The Devil Wears Nada)                         | Thomas Bergersen | 2:55    |
|     |                                                                              |                  | 1:07:51 |

## Notowania na listach przebojów
| Kraj              | Lista (2015)     | Najwyższa pozycja |
| ----------------- | ---------------- | ----------------- |
| Stany Zjednoczone | Classical Albums | 7                 |